# 11367 Rachelseevers
11367 Rachelseevers este o planetă minoră (asteroid), cu un diametru de 5,311 km, din centura de asteroizi. A fost descoperită pe 23 aprilie 1998 la Magdalena Ridge Observatory⁠(d) de Lincoln Near-Earth Asteroid Research. 
Obiectul prezintă o orbită caracterizată de o semiaxă mare de 2,591897 UAi, o excentricitate de 0,12, o înclinație de 14,51885 ° în raport cu ecliptica.